# Anisobas angustior
Anisobas angustior là một loài tò vò trong họ Ichneumonidae.